# Hampovica
Hampovica falu Horvátországban Kapronca-Kőrös megyében. Közigazgatásilag Virjéhez tartozik.

## Fekvése
Kaproncától 20 km-re délkeletre, községközpontjától 7 km-re délnyugatra a Bilo-hegység völgyében a Hotova-patak partján a Virjéről a Belovárra menő út mellett fekszik.

## Története
A 15. század második felében Mátyás király uralkodása alatt lett a birtokosa a területnek a kikeresztelkedett bécsi származású zsidó Hampó Ernuszt János budai kereskedő, majd királyi kincstartó, 1474-től horvát bán, aki valószínűleg a település nevét is adta. A család 1540-ig Ernuszt Gáspár haláláig volt az uradalom birtokosa, majd a birtok felesége révén a Keglevich családé lett. 
Szent András tiszteletére szentelt templomát 1852-ben építették. Iskoláját 1891-ben említik először, addig az itteni gyerekek a szomszédos Miholjanecre jártak, ami különösen télen okozott nagy gondot. A Hotova-patakon a Filip és Novak családoknak volt vízimalmuk.
A falunak 1857-ben 528, 1910-ben 831 lakosa volt. Trianonig Belovár-Kőrös vármegye Kaproncai járásához tartozott. A településnek már 1939-óta van vízvezetéke, mivel a víz hiánya különösen szárazság idején okozott nagy gondot. A vizet egy forrásból és a közeli Lukács-árokból vezették ide és abban az időben az egész környék egyetlen falusi vízvezetéke volt. A falu, mely akkor még 870 lelket számlált  erre nagyon büszke is volt. Hampovicának 2001-ben 300 lakosa volt. Alapiskolája 1997-ben épült. A faluban vadásztársaság, nőegylet és önkéntes tűzoltó egylet működik. Lakói főként mezőgazdaságból, különféle vállalkozásokból élnek.

## Nevezetességei
- Szent András apostol tiszteletére szentelt templomát 1852-ben építették, 1995-ben megújították.
- Érdekesség, hogy a településnek saját himnusza van, melyet Željko Toplak tanító és Ivo Vukres helyi lakos írtak és ünnepi alkalmakkor eléneklik.

## Külső hivatkozások
- Virje község hivatalos oldala